# Onygenales
Os Onygenales são uma ordem de fungos, dentro da divisão Ascomycota.
Onygenales podem consumir e quebrar queratina, o principal componente da camada externa da pele. Eles são encontrados principalmente em animais, excrementos, e zonas frequentadas por animais. Uma espécie, Trichophyton rubrum, é a principal causa de pé de atleta.
Os Onygenales são importantes como emergente humanos patógenos por causa das taxas crescentes de imunossupressão devido ao vivo de órgãos transplantados, HIV / AIDS, e auto-imunes distúrbios, tais como o lúpus eritematoso.